# Charles Gonthier
Charles Doherty Gonthier (né le 1er août 1928 à Montréal - mort le 16 juillet 2009 à l'âge de 80 ans) fut un juge de la Cour suprême du Canada du 1er février 1989 au 1er août 2003. Il fut également commissaire du Centre de la sécurité des télécommunications. (CST).

## Biographie
Gonthier est né à Montréal, au Québec, de Georges Gonthier, un comptable qui fut vérificateur général du Canada de 1924 à 1939, et de Kathleen Doherty. Il fut le seul enfant du couple, bien que Georges Gonthier eut déjà un autre enfant d'un premier mariage. Son père décède lorsqu'il a trois ans. Il affirme que les histoires que sa mère lui contait à propos de son père ont été influentes sur son intérêt pour une carrière en droit.

## Mandat
Il succéda à Jean Beetz et Gerald Le Dain et eut pour successeur Morris Fish.
Sa sépulture est située dans le Cimetière Notre-Dame-des-Neiges, à Montréal.